# Atopsyche davisorum
Atopsyche davisorum is een schietmot uit de familie Hydrobiosidae. De soort komt voor in het Neotropisch gebied.